# Carl Ludwig Siegel
Carl Ludwig Siegel (Berlim, 31 de dezembro de 1896 — Göttingen, 4 de abril de 1981) foi um matemático alemão, especializado em teoria dos números.

## Vida
Entrou para a Universidade Humboldt em 1915 como estudante em matemática, astronomia e física. Entre seus professores encontravam-se Max Planck e Ferdinand Georg Frobenius, cuja influência o fizeram abandonar a astronomia e dedicar-se à teoria dos números.

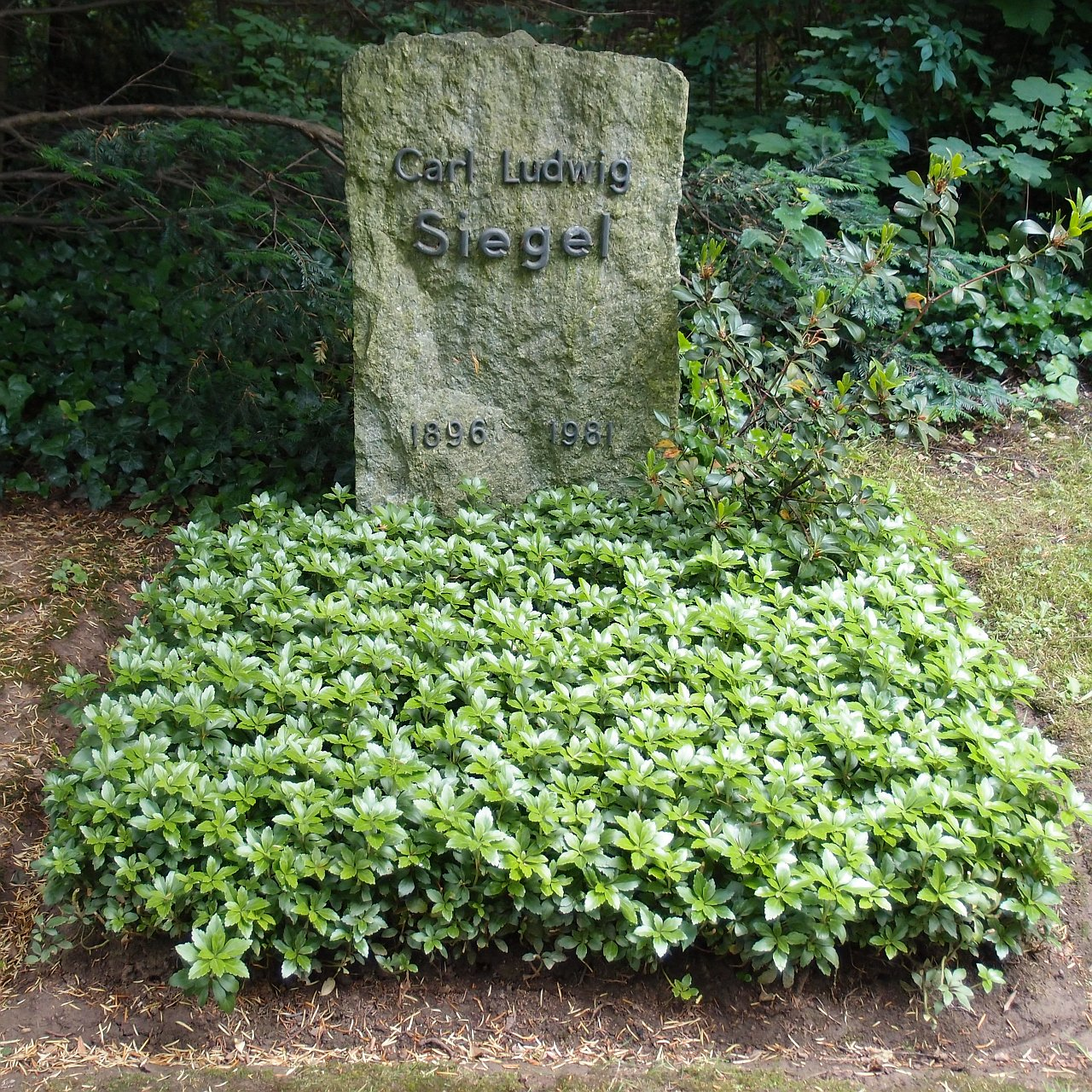
Sepultura em Göttingen

Seus trabalhos com teoria dos números, equações diofantinas e mecânica celeste em particular trouxeram-lhe diversas honras. Em 1978 recebeu o Prêmio Wolf de Matemática.
Está sepultado no Stadtfriedhof de Göttingen.

## Carreira
O trabalho de Siegel sobre teoria dos números, equações diofantinas e mecânica celeste em particular rendeu-lhe inúmeras honras. Em 1978, recebeu o primeiro Prêmio Wolf de Matemática, um dos mais prestigiados da área. Quando o comitê do prêmio decidiu selecionar o maior matemático vivo, a discussão girou em torno de Siegel e Israel Gelfand como os principais candidatos. O prêmio acabou sendo dividido entre eles.
O trabalho de Siegel abrange a teoria analítica dos números; e seu teorema sobre a finitude dos pontos inteiros de curvas, para gênero > 1, é historicamente importante como um importante resultado geral em equações diofantinas, quando o campo era essencialmente subdesenvolvido. Ele trabalhou em funções L, descobrindo o (supostamente ilusório) fenômeno zero de Siegel. Seu trabalho, derivado do método do círculo de Hardy-Littlewood em formas quadráticas, apareceu nas teorias posteriores do grupo adele que abrangem o uso de funções teta. As variedades modulares Siegel, que descrevemAs formas modulares de Siegel são reconhecidas como parte da teoria dos módulos das variedades abelianas. Em todo esse trabalho, as implicações estruturais dos métodos analíticos aparecem.
No início dos anos 1970, Weil deu uma série de seminários sobre a história da teoria dos números antes do século 20 e observou que Siegel certa vez lhe disse que quando a primeira pessoa descobrisse o caso mais simples da fórmula de Faulhaber, então, nas palavras de Siegel, " Es gefiel dem lieben Gott." (Isso agradou a Deus.) Siegel era um profundo estudante da história da matemática e fez bom uso de seus estudos em trabalhos como a fórmula de Riemann-Siegel.

## Publicações
por Siegel:
- Transcendental numbers, 1949[2]
- Analytic functions of several complex variables, Stevens 1949; 2008 pbk edition[3]
- Gesammelte Werke (Trabalhos Colecionados), 3 Volumes, 1966
- com Jürgen Moser Lectures on Celestial mechanics 1971, baseado no trabalho mais antigo Palestras sobre mecânica celeste, 1956[4]
- On the history of the Frankfurt Mathematics Seminar, Mathematical Intelligencer Vol.1, 1978/9, No. 4
- Über einige Anwendungen diophantischer Approximationen, Sitzungsberichte der Preussischen Akademie der Wissenschaften 1929 (suas soluções de teorema de finitude de equações inteiras)
- Transzendente Zahlen, BI Hochschultaschenbuch 1967
- Vorlesungen über Funktionentheorie, 3 vols. (também no vol.3 em suas funções de módulo, tradução para o inglês "Topics in Complex Function Theory",[5] 3 Vols., Wiley)
- Symplectic geometry, Elsevier 1943
- Advanced analytic number theory, Tata Institute of Fundamental Research 1980
- Lectures on the Geometry of Numbers, 1989
- Letter to Louis J. Mordell, 3 de Março de 1964.

sobre Siegel:
- Harold Davenport: Reminiscences on conversations with Carl Ludwig Siegel, Mathematical Intelligencer 1985, Nr.2
- Helmut Klingen, Helmut Rüssmann, Theodor Schneider: Carl Ludwig Siegel, Jahresbericht DMV, Bd.85, 1983 (Teoria dos números, mecânica celeste, teoria das funções)
- Jean Dieudonné: Artigo no Dicionário de Biografia Científica
- Eberhard Freitag: Siegelsche Modulfunktionen, Jahresbericht DMV, vol. 79, 1977, pp. 79–86
- Hel Braun: Eine Frau und die Mathematik 1933–1940, 1990
- Constance Reid: Hilbert, as well as Courant, Springer (As duas biografias contêm algumas informações sobre Siegel.)
- Max Deuring: Carl Ludwig Siegel, 31. Dezember 1896 – 4. April 1981, Acta Arithmetica, Vol. 45, 1985, pp. 93–113, online e Publications list
- Goro Shimura: "1996 Steele Prizes" (with Shimura's reminiscences concerning C. L. Siegel), Notices of the AMS, Vol. 43, 1996, pp. 1343–7, pdf
- Serge Lang: Mordell's Review, Siegel's letter to Mordell, diophantine geometry and 20th century mathematics, Notices American Mathematical Society 1995, in Gazette des Mathematiciens 1995,